# Philipp von Hörnigk
Philipp von Hörnigk (por vezes grafado Hornick ou Horneck) (Frankfurt am Main, 23 de janeiro de 1640 - Passau, 23 de outubro de 1714) foi um funcionário público austríaco e um defensor da teoria económica do mercantilismo.

## Trabalho económico
Ele escreveu num tempo em que o seu país estava constantemente ameaçado por invasões turcas.
Em Österreich Über Alles, Wenn Sie Nur Eill (1684, Áustria sobre tudo, se apenas o ensejasse) ele afirmou uma das declarações mais claras da política mercantil.
Listou nove princípios para a economia nacional.

"(1) Inspecionar o solo do país com o maior cuidado e não descurar as possibilidades agrícolas de um único pedaço de terra ...
(2) Todas as mercadorias encontradas num país que não possam ser usadas no seu estado natural, devem ser trabalhadas dentro do país...
(3) Deve ser prestada atenção à população, para que seja tão grande quanto o país possa suportar...
(4) ouro e prata uma vez no país não deverão, sob nenhuma circunstância, ser retirados para o exterior qualquer que seja a finalidade...
(5) Os habitantes devem fazer todos os esforços para se contentar com os produtos do seu mercado interno...
(6) Mercadorias estrangeiras devem ser obtidos não em troca de ouro ou prata, mas em troca de outros produtos do mercado interno...
(7)... e devem ser importados na forma inacabada e trabalhado no país...
(8) Devem ser procuradas dia e noite oportunidades para vender a estrangeiros os produtos acabados supérfluos...
(9) Nenhuma importação deverá ser permitida, em nenhuma circunstância, se houver em casa uma oferta suficiente de qualidade adequada. "

Nacionalismo, auto-suficiência e poder nacional foram as políticas básicas propostas. Em 1784 o seu livro tinha já produzido 15 edições.